# Anya Taylor-Joy
Anya Josephine Marie Taylor-Joy (Miami, 16 d'abril del 1996) és una actriu i model britànica nascuda als Estats Units. El seu primer salt a la fama, va ser quan va interpretar el paper protagonista de Thomasin en la pel·lícula The Witch el 2015. També és coneguda pel seu paper de Casey en la pel·lícula Split (2017) i Glass (2019). Ha guanyat popularitat amb el seu paper de Beth Harmon a la minisèrie de Netflix The Queen's Gambit (2020).

## Biografia
Anya va néixer a Miami, Florida, i és la més jove de sis germans. La seva mare (hispano-anglesa) va treballar com a fotògrafa i dissenyadora d'interiors, i el seu pare (argentí-escocès) participava en carreres de llanxes motores. Des del seu naixement fins als sis anys va viure a San Fernando, Buenos Aires, Argentina, mudant-se llavors a Londres, on va ser descoberta per una agència de models. Va ser ballarina de ballet de petita, però ho va acabar deixant de banda per l'actuació.

## Carrera
El seu primer paper important va ser en la pel·lícula La bruixa, en el paper protagonista de Thomasin, al costat de Ralph Ineson i Kate Dickie. El director de la pel·lícula, Robert Eggers, va guanyar el premi a millor director en la categoria Drama Nord-americana al Festival de Cinema de Sundance de 2015.
En 2016, Taylor-Joy va protagonitzar la pel·lícula Morgan, dirigida per Luke Scott, fill del director Ridley Scott. Al febrer del mateix any, es va anunciar que seria coprotagonista en la nova pel·lícula de Vikram Gandhi, Kumaré. Barry, una pel·lícula centrada en un jove Barack Obama el 1981 a la ciutat de Nova York. Taylor-Joy interpreta una de les amigues properes d'Obama. El març de 2016, es va informar que Taylor-Joy interpretaria a Magik en una propera adaptació de la sèrie de còmics The New Mutants, una part de la franquícia de les pel·lícules de X-Men. El mateix any va protagonitzar el vídeo musical de l'artista Skrillex de la seva remix de «Xarxa Lips» (original del GTA).
Al febrer del 2017 va ser nominada al Premi BAFTA a l'estrella emergent. Va ser confirmada a l'abril del mateix any per a la seqüela de Split i Unbreakable, dirigida per M. Night Shamalan, i on actuarà al costat de Bruce Willis, i James McAvoy.
El 2019, va protagonitzar en populars sèries de televisió del canal BBC One, com ara Peaky Blinders, i també a Netflix amb The Dark Crystal: Age of Resistance.
L'any 2019 va filmar per Netflix la sèrie The Queen's Gambit, basada en la novel·la homònima.

## Filmografia

### Cinema
| Any  | Títol original              | Rol                     |
| ---- | --------------------------- | ----------------------- |
| 2014 | Vampire academy             | Feeder Girl             |
| 2015 | The Witch                   | Morgan                  |
| 2016 | Morgan                      | Morgan                  |
| 2016 | Barry                       | Charlotte Baughman      |
| 2016 | Split                       | Casey Cooke             |
| 2017 | Marrowbone                  | Allie                   |
| 2017 | Thoroughbreds               | Lily Reynolds           |
| 2018 | Crossmaglen (curtmetratge)  | Ana                     |
| 2019 | Glass                       | Casey Cooke             |
| 2019 | Love, Antosha               | D'ella mateixa          |
| 2019 | Playmobil: The Movie        | Marla                   |
| 2019 | Radioactive                 | Irene Curie             |
| 2020 | Emma                        | Emma Woodhouse          |
| 2020 | The New Mutants             | Illyana Rasputin/ Magik |
| 2020 | Here Are the Young Men      | Jen                     |
| 2021 | Last Night in Soho          | Sandie                  |
| 2022 | The Northman                | Olga                    |
| 2022 | The Menu                    | Margot / Erin           |
| 2022 | Amsterdam                   | Libby Voze              |
| 2023 | The Super Mario Bros. Movie | Princess Peach (voz)    |
| 2024 | Dune: Part Two              | Alia Atreides           |
| 2024 | Furiosa: A Mad Max Saga     | Imperator Furiosa       |
| TBA  | The Gorge                   | Drasa                   |

### Televisió
| Any  | Títol              | Rol                       | Notes                       |
| ---- | ------------------ | ------------------------- | --------------------------- |
| 2014 | Endeavour          | Philippa Collins-Davidson | Episodio: "Nocturne"        |
| 2014 | Viking Quest       | Mani                      | Pel·lícula per la televisió |
| 2015 | Atlantis           | Cassandra                 | 5 episodis                  |
| 2019 | Peaky Blinders     | Gina Gray                 | 6 episodis                  |
| 2020 | The Queen's Gambit | Beth Harmon               | 7 episodis                  |